# وطنيو روسيا
وطنيّو روسيا (بالروسية:Патриоты России, باتريوتي راسي) حزب سياسي روسي ذو توجهات يسارية وطنية واشتراكية ديمقراطية، انشأه غينادي سيميغين في نيسان 2005 بعيد طرده من الحزب الشيوعي الروسي بعد خلاف على زعامة الحزب مع غينادي زيوغانوف.

## النتائج الانتخابية
حصل الحزب في الانتخابات التشريعيّة الروسيّة 2007 على 0.89% من الأصوات وهذه النسبة لم تخوله دخول مجلس الدوما.

## البرنامج الانتخابي
في برنامجه الانتخابي، يدعو الحزب إلى زيادة الشفافية في مؤسسات السلطة والعمليات الانتخابية، ومنح مجموعة مواطنين يزيد عددهم عن 100 ألف شخص حق المبادرة القانونية.
وفي مجال الاقتصاد، يقترح الحزب تخفيض الضريبة على القيمة المضافة، وتقديم تسهيلات ضريبية لأولئك الذين يريدون  إنشاء مشاريع خاصة بهم.
وفي المجال الاجتماعي، يشير الحزب إلى ضرورة زيادة النفقات الحكومية على قطاع الرعاية الصحية من 3.5% من الناتج المحلي في الوقت الراهن، إلى 7 – 7.6%، وهو المستوى المعتمد في دول الاتحاد الأوروبي.
ويتعهد الحزب لناخبيه بزيادة الرواتب ورواتب التقاعد ومنح الطلاب في القطاعين العام والخاص سنويا، بقدر يتناسب مع معدلات التضخم، وتقليص أسعار فائدة قروض الرهن العقاري، بالإضافة إلى تقديم تسهيلات في هذا المجال للعائلات مع ولادة كل طفل جديد.
في مجال العلاقات الدولية، يدعو الحزب إلى تطوير الاتحاد الأوراسي وجذب أعضاء جدد لعضويته، وتكثيف دور روسيا في بريكس، ومنظمة شنغهاي للتعاون ورابطة دول جنوب شرق آسيا (أسيان)، ووضع نهج سياسي جديد للتعاون مع الجمهوريات السوفيتية السابقة، بما في ذلك تصحيح الأخطاء في بناء العلاقات مع أوكرانيا ومولدوفا وجورجيا.

## روابط خارجيّة
- البرنامج السياسي لحزب وطنيو روسيا (بالروسية)